# Orthevielle
Orthevielle é uma comuna francesa na região administrativa da Nova Aquitânia, no departamento Landes. Estende-se por uma área de 13,98 km². Em 2010 a comuna tinha 977 habitantes (densidade: 69,9 hab./km²).